# ۱۱۲۹ (میلادی)
۱۱۲۹ (میلادی) هزار و صد و بیست و نهمین سال تقویم میلادی است.

## درگذشتگان
‎